# Андриссен, Мари Сильвестр
Мари Силвестр Андриссен (нидерл. Mari Silvester Andriessen; 4 декабря 1897, Гарлем — 7 декабря 1979) — нидерландский скульптор.
Автор памятников жертвам Второй мировой войны в Национальном парке в Энсхеде (1946—1949) и Роттердаме (1957), докерам — героям Февральской стачки 1941 в Амстердаме (1950—1952), монументально-декоративных статуй и рельефов.
Художник-гуманист, Андриссен утверждает в своих работах (выполненных главным образом в бронзы) мужество, стойкость и достоинство простых людей — тружеников и борцов. Реалистичная манера лепки Андриссена проста и выразительна, а его памятники (некоторые из них образуют большие ансамбли) естественно входят в пространство улицы или парка.

## Биография
Андриссен происходил из католической семьи. Его дед Виллем Вестер был художником, как и его мать Гезин Андриссен-Вестер. Его отцом был музыкант Нико Андриссен. Брат Виллем стал известным пианистом, а брат Хендрик — ведущим композитором. Сначала Мари учился в Haarlemse Kunstnijverheidschool, а затем в Rijksakademie van Beeldende Kunsten в Амстердаме, а затем в Академии изобразительных искусств в Мюнхене. В Рейксакадемии его обучал профессор Ян Броннер.
Во годы Второй мировой войны был активным участником антинацистского Сопротивления. В 1943—1944 гг. укрывал у себя в доме еврея Ганса Лихтенштейна. 28 апреля 1986 года израильский Институт Катастрофы и героизма Яд ва-Шем удостоил Мари Сильвестра Андриссена и его жену Антонию почетного звания праведник народов мира.

## Основные работы
- Иоганнес Вут, 1938, Гаага;

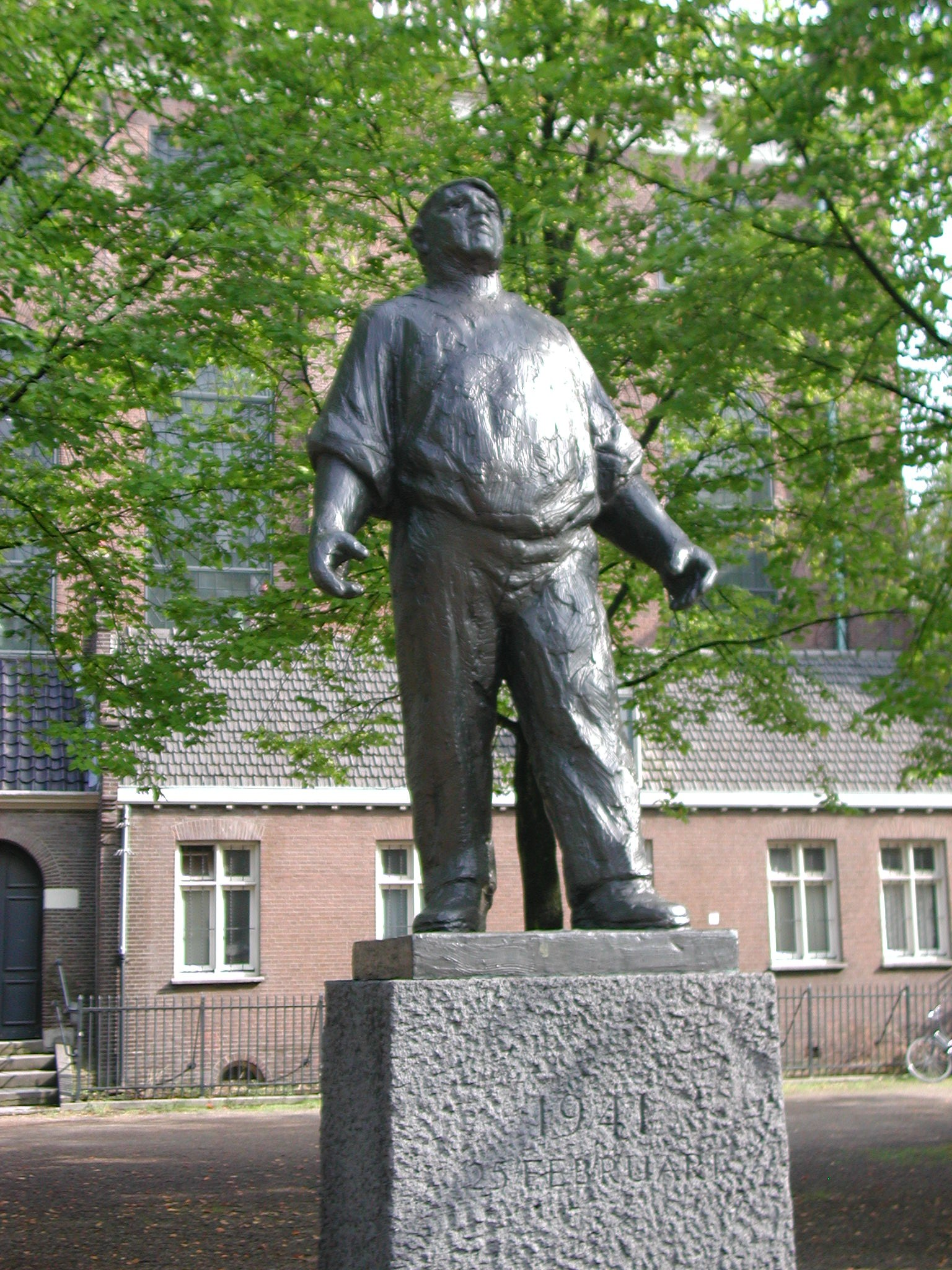
«Докер». Бронза. 1950-52, Амстердам

- Докер (памятник героям Февральской стачки 1941 в Амстердаме), 1952, Амстердам;
- Корнелис Лели, 1954, Афслёйтдейк;
- Альберт Плесман, 1958, Гаага;
- Музыка, 1961, Тилбург;
- Маленький Иоганнес, 1963, Гарлем;
- Королева Вильгельмина, 1968, Утрехт;
- Виллем Карел Венделар, 1970, Алкмар;
- Тобиас и ангел, 1972, Бреда;
- Музыка, 1973, Гарлем;
- Связанные мужчины, 1975, Гарлем;
- Фонтан Бахуса, 1976, Утрехт;
- Анна Франк, 1977, Амстердам.